# Сборная Фиджи по регбилиг
Сборная Фиджи по регбилиг — национальная команда, представляющая Фиджи в международных соревнованиях по регбилиг с 1992 года. Управляющий орган — Национальный регбилиг Фиджи, входящий в Азиатско-Тихоокеанскую конфедерацию регбилиг. Команда, носящая прозвище «Бачи» (mˈbatʃi), занимает 5-е место в рейтинге RLIF (Международной федерации регбилиг). Высшие достижения — три выхода в полуфинал чемпионатов мира 2008, 2013 и 2017 годов.

## История

### 1990-е
Ещё в 1960-е годы уроженцы Фиджи — Джо Левула и Лаитиа Равоувоу — начали играть в регбилиг в составе английского клуба «Рочдейл Хорнетс» и стали звёздами английского регбилиг. При этом сборная Фиджи по регбилиг не созывалась до 1992 года. Интерес к игре пробудился благодаря развитию регби-7 в стране. К 1994 году сборная Фиджи добилась немалых успехов, разгромив любительскую сборную Великобритании 40:8 и выиграв у Франции 20:12 благодаря старанию нападающего Джеймса Пикеринга. Первой звездой регбилиг 1990-х из Фиджи стал Ноа Надруку — лучший бомбардир Национальной регбийной лиги Австралии по попыткам в составе клуба «Канберра Рэйдерс» 1993 года.
Дебют фиджийцев состоялся в 1995 году на чемпионате мира, где они попали в группу к Англии и Австралии, которым проиграли «всухую», однако одолели сборную ЮАР со счётом 52:6 на «Кугар Парк» в городе Китли. Во время так называемой «войны Суперлиги» фиджийцы сыграли тест-матч против сборной Австралии, представленной как командой Регбилиг Австралии, высшего руководящего органа Австралии в организации турниров по регбилиг. Матч не признан официальным Международной федерацией регбилиг.

### 2000-е
Дон Фёрнер был главным тренером сборной Фиджи, которая вышла на чемпионат мира регбилиг 2000 года, а её капитаном был Лоте Тукири, позже выступавший за Австралию в регби-15. Команда, победив ещё одного дебютанта чемпионатов мира — Россию — всё равно не преодолела групповой этап, поскольку ей опять достались неудобные англичане и австралийцы. Тукири стал лучшим по числу набранных очков в составе сборной.
В квалификации к чемпионату мира 2008 года сборная Фиджи заняла 2-е место, пропустив вперёд тонганцев, а начала турнир с поражения от Самоа со счётом 28:30. Команде удалось затем победить тонганцев со счётом 30:28 и выйти в финальный этап против Островов Кука, где «куки» были побеждены 4:40. Фиджийцы на групповом этапе нанесли поражение Франции 42:6 и затем проиграли Шотландии всего с разницей в 2 очка, но вышли в четвертьфинал с первого места по лучшей очковой разнице. В четвертьфинале они победили Ирландию, а в полуфинале проиграли австралийцам, заняв итоговое 4-е место.

### 2010-е
Как полуфиналисты 2008 года, фиджийцы без квалификации попали на следующий чемпионат мира, оказавшись в одной группе снова с австралийцам, англичанам и ирландцами. Ирландцев удалось победить на стадионе «Спортленд» в Рочдейле со счётом 32:14. Команда уступила ожидаемо австралийцам и англичанам, однако пропустила всего 34 очка в каждой из встреч: более того, в матче с австралийцами они вели 2:0, а против англичан вели 6:0. В четвертьфинале Фиджи попали на Самоа, своих «заклятых тихоокеанских противников» (англ. fierce Pacific rivals), и одержали победу со счётом 22:4, выйдя в полуфинал во второй раз подряд, где уже были наголову разбиты австралийцами 64:0.
В мае 2014 года в тест-матче на стадионе Пенрит в рамках квалификации к Турниру четырёх наций по регбилиг фиджийцы сошлись с самоанцами, однако проиграли 16:32. Через год в рамке Меланезийского кубка на стадионе Cbus Super фиджийцы выиграли у команды Папуа — Новой Гвинеи, ведя в первом тайме 18:0 и завершив матч победой 22:10. Ещё через год на стадионе Пиртек в матче с теми же противниками фиджийцы, ведя 16:8, умудрились растерять очки и чуть не отдали победу «кумулам», выиграв в итоге 24:22.
В 2017 году на чемпионате мира сборная Фиджи под руководством австралийца Майкла Поттера выиграла снова группу, победив США и Италию и обыграв в переходном матче Уэльс, а в четвертьфинале одолела Новую Зеландию со скромным счётом 4:2, выбив из борьбы одного из фаворитов турнира. В полуфинале австралийцы нанесли фиджийцам поражение со счётом 54:6, что означало, что фиджийцы в третий раз подряд остановились на стадии полуфинала ЧМ.

## Текущий состав
Заявка сборной Фиджи на чемпионат мира 2017 года.
| Поз.       | Игрок                   | Дата рождения             | Игры | О  | Club                         |
| ---------- | ----------------------- | ------------------------- | ---- | -- | ---------------------------- |
| Фулбэк     | Джеррид Хэйн            | 15 февраля 1988 (37 лет)  | 9    | 20 | Парраматта Илс               |
| Винг       | Марсело Монтойя         | 17 февраля 1996 (29 лет)  | 7    | 12 | Кентербери-Бэнкстаун Булдогс |
| Винг       | Пио Сеcи                | 19 августа 1993 (31 год)  | 1    | 0  | Набуа Бронкоз                |
| Винг       | Акуила Уате             | 6 октября 1987 (37 лет)   | 17   | 52 | Мэнли-Уорринга Си Иглз       |
| Винг       | Сулиаси Вунивалу        | 27 ноября 1995 (29 лет)   | 6    | 38 | Мельбурн Сторм               |
| Винг       | Брейден Уилиаме         | 17 декабря 1992 (32 года) | 7    | 8  | Каталанс Драгонс             |
| Центр      | Таане Милне             | 19 мая 1995 (30 лет)      | 6    | 30 | Уэстс Тайгерс                |
| Центр      | Кевин Наикама           | 4 февраля 1989 (36 лет)   | 15   | 20 | Уэстс Тайгерс                |
| Центр      | Микаэле Равалава        | 9 ноября 1997 (27 лет)    | 0    | 0  | Канберра Рэйдерс             |
| Файв-эйт   | Ситивени Мосеидреке     | 27 ноября 1994 (30 лет)   | 3    | 12 | Канберра Рэйдерс             |
| Хавбек     | Генри Раивалуи          | 24 февраля 1989 (36 лет)  | 4    | 4  | Маунтис                      |
| Проп       | Кейн Эванс              | 9 января 1992 (33 года)   | 10   | 4  | Парраматта Илс               |
| Проп       | Бен Накубуваи           | 15 марта 1996 (29 лет)    | 8    | 8  | Солфорд Ред Девилз           |
| Проп       | Джуниор Рокика          | 13 февраля 1991 (34 года) | 13   | 4  | Ньюкасл Найтс                |
| Проп       | Джейкоб Саифити         | 1 мая 1996 (29 лет)       | 7    | 0  | Ньюкасл Найтс                |
| Проп       | Эштон Симс              | 26 февраля 1985 (40 лет)  | 12   | 0  | Торонто Вулфпэк              |
| Проп       | Элони Вунакесе          | 27 мая 1987 (38 лет)      | 15   | 12 | Сидней Рустерз               |
| Хукер      | Аписаи Короисау         | 7 ноября 1992 (32 года)   | 16   | 38 | Мэнли-Уорринга Си Иглз       |
| Хукер      | Джеймс Сторер           | 16 февраля 1982 (43 года) | 12   | 8  | Порт Кембла Блэкс            |
| Секонд-роу | Салеси Джуниор Фаинга’а | 9 августа 1998 (26 лет)   | 1    | 4  | Парраматта Илс               |
| Секонд-роу | Туи Камикамика          | 18 мая 1994 (31 год)      | 8    | 0  | Мельбурн Сторм               |
| Секонд-роу | Вилиаме Кикау           | 5 апреля 1995 (30 лет)    | 8    | 16 | Пенрит Пантерз               |
| Лок        | Джо Ловодуа             | 18 марта 1998 (27 лет)    | 4    | 4  | Сент-Джордж Иллавара Дрэгонс |
| Лок        | Корбин Симс             | 2 января 1992 (33 года)   | 7    | 4  | Брисбен Бронкоз              |

## Статистика выступлений

### Чемпионаты мира
| 1954    | Не участвовала | Не участвовала | Не участвовала | Не участвовала | Не участвовала | Не участвовала | Не участвовала | Не участвовала | Не участвовала | Не участвовала | Не участвовала |
| 1957    | Не участвовала | Не участвовала | Не участвовала | Не участвовала | Не участвовала | Не участвовала | Не участвовала | Не участвовала | Не участвовала | Не участвовала | Не участвовала |
| 1960    | Не участвовала | Не участвовала | Не участвовала | Не участвовала | Не участвовала | Не участвовала | Не участвовала | Не участвовала | Не участвовала | Не участвовала | Не участвовала |
| 1968    | Не участвовала | Не участвовала | Не участвовала | Не участвовала | Не участвовала | Не участвовала | Не участвовала | Не участвовала | Не участвовала | Не участвовала | Не участвовала |
| 1970    | Не участвовала | Не участвовала | Не участвовала | Не участвовала | Не участвовала | Не участвовала | Не участвовала | Не участвовала | Не участвовала | Не участвовала | Не участвовала |
| 1972    | Не участвовала | Не участвовала | Не участвовала | Не участвовала | Не участвовала | Не участвовала | Не участвовала | Не участвовала | Не участвовала | Не участвовала | Не участвовала |
| 1975    | Не участвовала | Не участвовала | Не участвовала | Не участвовала | Не участвовала | Не участвовала | Не участвовала | Не участвовала | Не участвовала | Не участвовала | Не участвовала |
| 1977    | Не участвовала | Не участвовала | Не участвовала | Не участвовала | Не участвовала | Не участвовала | Не участвовала | Не участвовала | Не участвовала | Не участвовала | Не участвовала |
| 1985—88 | Не участвовала | Не участвовала | Не участвовала | Не участвовала | Не участвовала | Не участвовала | Не участвовала | Не участвовала | Не участвовала | Не участвовала | Не участвовала |
| 1989—92 | Не участвовала | Не участвовала | Не участвовала | Не участвовала | Не участвовала | Не участвовала | Не участвовала | Не участвовала | Не участвовала | Не участвовала | Не участвовала |
| 1995    | Групповой этап | 6/10           | 3              | 1              | 2              | 0              |                |                |                |                |                |
| 2000    | Групповой этап | 12/16          | 3              | 1              | 2              | 0              |                |                |                |                |                |
| 2008    | Полуфинал      | 4/10           | 4              | 2              | 2              | 0              |                |                |                |                |                |
| 2013    | Полуфинал      | 4/14           | 5              | 2              | 3              | 0              |                |                |                |                |                |
| 2017    | Полуфинал      | 4/14           | 5              | 1              | 4              | 0              |                |                |                |                |                |
| Итого   | 0 побед        | 4/13           | 15             | 6              | 9              | 0              |                |                |                |                |                |

### Турнир четырёх наций
| Турнир четырёх наций | Турнир четырёх наций | Турнир четырёх наций | Турнир четырёх наций | Турнир четырёх наций | Турнир четырёх наций | Турнир четырёх наций | Турнир четырёх наций | Турнир четырёх наций |
| Год                  | Раунд                | Место                | Игры                 | Победы               | Ничьи                | Поражения            |                      |                      |
| -------------------- | -------------------- | -------------------- | -------------------- | -------------------- | -------------------- | -------------------- | -------------------- | -------------------- |
| 2009                 | Не участвовала       | Не участвовала       | Не участвовала       | Не участвовала       | Не участвовала       | Не участвовала       | Не участвовала       | Не участвовала       |
| 2010                 | Не квалифицировалась | Не квалифицировалась | Не квалифицировалась | Не квалифицировалась | Не квалифицировалась | Не квалифицировалась | Не квалифицировалась | Не квалифицировалась |
| 2011                 | Не участвовала       | Не участвовала       | Не участвовала       | Не участвовала       | Не участвовала       | Не участвовала       | Не участвовала       | Не участвовала       |
| 2014                 | Не квалифицировалась | Не квалифицировалась | Не квалифицировалась | Не квалифицировалась | Не квалифицировалась | Не квалифицировалась | Не квалифицировалась | Не квалифицировалась |
| 2016                 | Не участвовала       | Не участвовала       | Не участвовала       | Не участвовала       | Не участвовала       | Не участвовала       | Не участвовала       | Не участвовала       |
| Итого                | 0 побед              | 0/5                  | 0                    | 0                    | 3                    | 0                    |                      |                      |

### Тихоокеанский кубок
| 1992  | Групповой этап | 9/10 | 4  | 1 | 3  | 0 |
| 1994  | 2-е место      | 2/10 | 6  | 4 | 2  | 0 |
| 1997  | Групповой этап | 5/6  | 3  | 0 | 2  | 1 |
| 2004  | Групповой этап | 4/6  | 2  | 1 | 1  | 0 |
| 2006  | 2-е место      | 2/6  | 3  | 2 | 1  | 0 |
| 2009  | Полуфинал      | 3/5  | 2  | 1 | 1  | 0 |
| Итого | 0 побед        | 6/12 | 20 | 9 | 10 | 1 |

## Историческая форма
| Основная | 1992–1995 | ЧМ-1995 | ЧМ-2008 |